# حارة الريان (صنعاء)
الريان هي إحدى حارات حي بني حوات بمدينة الروضة شمال العاصمة اليمنية "صنعاء"، بلغ تعداد سكانها 3498 نسمة حسب تعداد اليمن لعام 2004.